# 大诺伊豪森
大诺伊豪森是德国图林根州的一个市镇。总面积11.87平方公里，总人口696人，其中男性348人，女性348人（2011年12月31日），人口密度59人/平方公里。